# Junk Food News
Junk Food News ist eine sarkastische Bezeichnung für Nachrichtenbeiträge, die „im Sensationsstil, personalisierte und homogenisiert inkonsequente Trivia“ transportieren, insbesondere wenn solche Beiträge an Stelle von seriösen, durch investigativen Journalismus recherchierten, Beiträgen gezeigt werden. Es impliziert eine Kritik an die Massenmedien, für das Verbreiten solcher Nachrichten, welche nicht tiefgründig, aber „billig zu produzieren und profitabel für Medienunternehmer sind.“

## Hintergrund und Bedeutung
Die Bezeichnung Junk Food News wurde das erste Mal im März 1983 von Carl Jensen verwendet. Als Gründer von Project Censored hatte er den Medien gelegentlich angekreidet, wichtige Nachrichten nicht zu bringen. In ihrer Reaktion, so Jensen, behaupteten Journalisten, dass andere Beiträge wichtiger gewesen seien, und verschärften diese Behauptung mit ad-hominem-Kommentaren, die sich gegen ihn richteten.
„… Nachrichtenredakteure und Redaktionsleiter … argumentierten, dass der echte Streitpunkt nicht Zensur ist; sondern eher ein Meinungsverschiedenheit darüber, welche Information wichtig für die Veröffentlichung oder Sendung ist. Redakteure wiesen oft darauf hin, dass es einen bestimmten Umfang von Zeit und Raum für das Nachrichtenprogramm gäbe – etwa 23 Minuten für eine halbstündige Nachrichtensendung zum Fernsehabend eines Networks – und ihre Zuständigkeit ist festzulegen, welche Berichte von entscheidender Bedeutung für die Öffentlichkeit seien. Die Kritiker sagten, ich hätte keine Medienzensur entdeckt, stattdessen sei ich nur ein weiterer frustrierter Akademiker der die redaktionelle Nachrichtenbeurteilung kritisierte.“
Um diesem Argument mit einer gebührende Antwort zu begegnen, entschied sich Jensen dazu, einen Review durchzuführen um festzustellen welche Beiträge die Medien für wichtiger erachtet hatten. Aber anstatt hartgesottenem investigativem Journalismus entdeckte er jenes Phänomen, welches er Junk Food News nannte, und sich in überschaubare Kategorien unterteilt:
- Markennamen-Nachrichten (Promi-Klatsch)
- Sex-Nachrichten (Enthüllungsstorys und sexuelle Erregung)
- Jo-Jo-Nachrichten (sich tagtäglich ändernde Statistiken, wie die aktuellen Börsenzahlen und Einspielergebnisse)
- Showgeschäft-Nachrichten (Filmpremieren)
- „Der letzte Schrei“-Nachrichten (kurze Fads)
- Jahrestag-Nachrichten (Jahrestage von historischen Ereignissen oder verstorbener Berühmtheiten)
- Sportnachrichten (Sportgerüchte)
- Politische Nachrichten (halbjährliche Reportagen über die Wahlversprechen der Regierung)

Als Gegenstück zu seiner jährlichen Liste der „Top 25 zensierten Geschichten des Jahres“ veröffentlicht Project Censored auch eine Liste der „Top 10 Junk Food News“.